# Paramoebidae
Paramoebidae – rodzina ameb należących do supergrupy Amoebozoa w klasyfikacji Cavaliera-Smitha.
Należą tutaj następujące rodzaje:
- Paramoeba Schaudinn, 1896
- Korotnevella Goodkov, 1988
- Neoparamoeba Page, 1987[2]
- Pseudoparamoeba  Page, 1979[2]